# Skazani na wojnę
Skazani na wojnę (oryg. Обреченные на войну) – rosyjski dramat wojenny z 2009 roku w reż. Olgi Żulinej na podstawie powieści Wasila Bykau p.t. Pójść i nie wrócić.

## Opis fabuły
Zima 1943 roku na Białorusi. Na okupowanych przez Niemców terenach partyzancka łączniczka Zosia podąża do odległej wsi. W ślad za nią udaje się młody partyzant Anton. Jest on zakochany w Zosi i samowolnie, bez rozkazu dowództwa udaje się za nią aby ją chronić. Podczas pełnej trudów i niebezpieczeństw wędrówki młodzi zbliżają się do siebie, a pomiędzy nimi wybucha namiętne uczucie. Docierając w końcu do zamieszkałego przez polską rodzinę domu, Zosia nie chce iść dalej z Antonem orientując się, że ten chce pod wpływem wiadomości spod Stalingradu przejść na stronę Niemców. Dziewczyna postanawia zostać z prostymi i serdecznymi ludźmi. To rozwściecza Antona, który siłą chce zmusić Zosię do dalszego marszu. Bije dziewczynę i krępuje, a sterroryzowanemu gospodarzowi, każe sprowadzić konia. Ten powraca z partyzantami, którzy uwalniają Zosię i aresztują Antona. Prowadząc ich następnie do oddziału natrafiają na niemiecką obławę. Uciekając przed nią wszyscy ulegają rozproszeniu. W ostatniej scenie Anton strzela do Zosi, która, pomimo że go kocha, nie chce podporządkować się jego despotycznym rozkazom.

## Obsada aktorska
- Nina Łoszczynina – Zosia
- Jurij Kołokolnikow – Anton
- Andriej Panin – polski gospodarz
- Daria Michajłowa – polska gospodyni
- Fiodor Dobronrawow – sierżant
- Siergiej Żurawiel – Pietriakow
- Alieksiej Kołokolcew – Salej
- Paweł Nawrocki – Paszka
- Michaił Kaminski – Surowiec
- Jelena Dubrowska – Mołducha
- Michaił Guro – mąż Mołoduchy
- Igor Denisow – ojciec Mołoduchy
- Tola Charłamow – Wacek